# ایستگاه قطار شهری صیاد شیرازی
ایستگاه قطار شهری صیاد شیرازی پنجمین ایستگاه‌ خط ۱ قطار شهری مشهد است که در بلوار وکیل آباد، ابتدای بلوار صیاد شیرازی قرار دارد.
از این ایستگاه ۷ خط اتوبوس‌رانی مشهد و حومه می‌گذرد.